# Meng Fan-An
Meng Fan-An (5 de junio de 1979) es un deportista taiwanés que compitió en taekwondo. Ganó una medalla de plata en el Campeonato Asiático de Taekwondo de 1998 en la categoría de –58 kg.

## Palmarés internacional
| Representando a China Taipéi |                              |                  |           |
| Campeonato Asiático          |                              |                  |           |
| Año                          | Lugar                        | Medalla          | Categoría |
| 1998                         | Ciudad Ho Chi Minh (Vietnam) | Medalla de plata | –58 kg    |